# Riolama uzzelli
Riolama uzzelli är en ödleart som beskrevs av  Molina och SEÑARIS 2003. Riolama uzzelli ingår i släktet Riolama och familjen Gymnophthalmidae. Inga underarter finns listade i Catalogue of Life.